# Карліково-Лемборське
Карліково-Лемборське (пол. Karlikowo Lęborskie, нім. Karlkow) — село в Польщі, у гміні Нова Весь-Лемборська Лемборського повіту Поморського воєводства.
Населення — 83 особи (2011).
У 1975-1998 роках село належало до Слупського воєводства.

## Демографія
Демографічна структура станом на 31 березня 2011 року:
|          | Загалом | Допрацездатний вік | Працездатний вік | Постпрацездатний вік |
| -------- | ------- | ------------------ | ---------------- | -------------------- |
| Чоловіки | 44      | 10                 | 30               | 4                    |
| Жінки    | 39      | 5                  | 26               | 8                    |
| Разом    | 83      | 15                 | 56               | 12                   |